# Stadion Reinshagen
Das Stadion Reinshagen ist eine Sportstätte im Remscheider Ortsteil Reinshagen. Der Fußballverein VfB Marathon Remscheid, der Hockeyverein Reinshagener Turnerbund 1910 und der Footballverein Remscheid Amboss richten hier ihre Heimspiele aus. Es ist das zweitgrößte Stadion im Remscheider Stadtgebiet und wurde 1925 gebaut.

## Geschichte
Der FC Remscheid, der damals unter anderem Vereinsnamen spielte, trug seine Heimspiele, worunter auch mehrere Spiele in der 2. Bundesliga waren, im Stadion Reinshagen aus, bevor der Verein ins Röntgen-Stadion umzog. Bei der U-18-Fußball-Europameisterschaft 1981 wurde während der Gruppenphase am 29. Mai das Spiel zwischen Schweden und Rumänien (1:1) ausgetragen.
Seit 2003 findet der auch jährlich stattfindende Silvesterlauf hier statt.

## Sportanlagen
- Kunstrasenplatz
- Kunstrasenplatz 2 (ehemaliger Ascheplatz)
- Halle West
- Naturrasen